# Idol (chanson de Yoasobi)
Pour les articles homonymes, voir Idol (homonymie).
Idol est une chanson du duo japonais Yoasobi tirée de leur troisième EP, The Book 3, sorti en 2023. Elle est publiée en tant que single le 12 avril 2023 par Sony Music Entertainment Japan, servant de thème d'ouverture à la première saison de la série animée japonaise 2023 Oshi no Ko. Écrite par Ayase et basée sur la nouvelle 45510 d'Aka Akasaka, Idol est un mélange de J-pop, de hip-hop, de rock et de musique de jeu vidéo avec une structure compliquée, et dépeint la nature à deux visages d'une star dans l'industrie des idoles japonaises. Les paroles décrivent plusieurs perspectives différentes sur le personnage central de l'anime, l'idole Ai Hoshino, à savoir celles de ses fans, de ses camarades de groupe et de sa propre personne. La chanson comporte en outre des cris du groupe de B-boy Real Akiba Boyz et des chants de fond de type gospel.

## Développement
Une adaptation en anime de la série de mangas Oshi no ko est annoncée en juin 2022. Lors d'un livestream sur sa chaîne YouTube officielle le 19 février 2023, la série d'anime révèle le thème d'ouverture qui serait interprété par Yoasobi, intitulé Idol . En tant que « super grande » fan du manga, Ayase avait personnellement lu Oshi no ko avant et écrit une démo à ce sujet vers 2022. Le titre initial était Kyūkyoku no Ōgi, représentant une fille qui est la plus forte et la plus imbattable des combattantes, montrant un côté sombre, rappelant le personnage de Street Fighter Chun-Li. La démo devait à l'origine être publiée sous forme de chanson Vocaloid. Cependant, le plan est modifié après que le duo ait reçu l'offre d'interpréter le thème d'ouverture d'Oshi no ko ; Ayase mêle la démo et la nouvelle composition pour en faire la version finale. La chanson est présentée pour la première fois dans la bande-annonce officielle de l'anime, téléchargée le 19 février, et la chanson complète est présentée pour la première fois dans un premier épisode prolongé de 90 minutes, intitulé Mother and Children, sorti le 17 mars 2023 dans certains cinémas au Japon.
Après la première interprétation de la chanson lors de leur Denkōsekka Arena Tour le 5 avril 2023 au Nippon Gaishi Hall, Nagoya, Yoasobi annonce que Idol serait disponible sur la musique numérique et les plateformes de streaming le 12 avril, la même date que la première télévisée de l'anime. Un mois plus tard, le duo donne un aperçu de la version en anglais sous la forme d'un clip, montrant Ikura en train d'enregistrer la chanson en studio, publié sur Twitter ; la version intégrale est publiée numériquement le 26 mai 2023. Le CD limité et le vinyle 7 pouces du single sortent le 21 juin et le 26 juillet, respectivement ; les deux formats contiennent les versions japonaise, anglaise, anime edit et instrumentale,. Par la suite, Idol figure sur le troisième EP de Yoasobi, The Book 3 (2023), et la version anglaise sur leur troisième EP en langue anglaise, E-Side 3 (2024). Le format vinyle 12 pouces, incluant Tabun sur la face B, est publié en novembre 2024.

## Classements
| Classements (2023)                      | Meilleure position |
| --------------------------------------- | ------------------ |
| Hong Kong (Billboard)                   | 2                  |
| Japan Hot Animation (Billboard Japan)   | 1                  |
| Japan Combined Singles (Oricon)         | 1                  |
| Japan Anime Singles (Oricon)            | 1                  |
| Malaisie (Billboard)                    | 19                 |
| New Zealand Hot Singles (RMNZ)          | 19                 |
| Singapour (RIAS)                        | 10                 |
| Corée du Sud (Circle)                   | 68                 |
| Taïwan (Billboard)                      | 2                  |
| US World Digital Song Sales (Billboard) | 7                  |
| Vietnam (Vietnam Hot 100)               | 27                 |

### Classements mensuels
| Classements (2023)           | Meilleure position |
| ---------------------------- | ------------------ |
| Japon (Oricon)               | 9                  |
| Japan Anime Singles (Oricon) | 2                  |
| Corée du Sud (Circle)        | 69                 |

### Classements annuels
| Classements (2023)                    | Meilleure position |
| ------------------------------------- | ------------------ |
| Global 200 (Billboard)                | 42                 |
| Japon (Japan Hot 100)                 | 1                  |
| Japan Hot Animation (Billboard Japan) | 1                  |
| Japon (Oricon)                        | 90                 |
| Japan Combined Singles (Oricon)       | 1                  |
| Corée du Sud (Circle)                 | 158                |